# Grigore Grigoriu

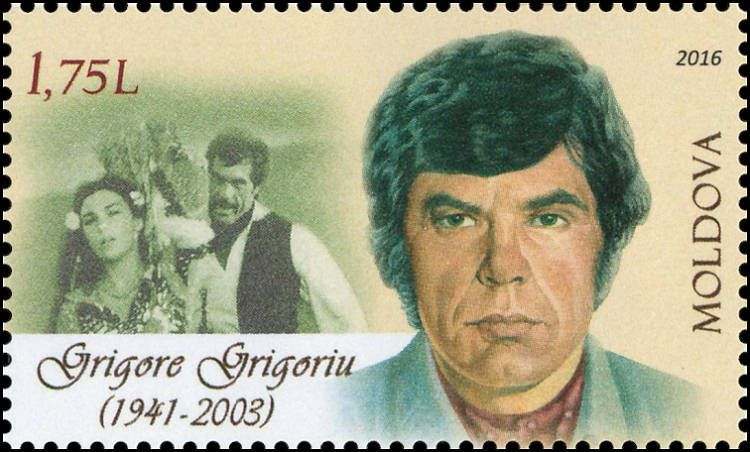
Grigoriu su un francobollo del 2016 della Moldavia

Grigore Grigoriu, nome alla nascita Grigore Petrovich Grigoriu, (Căușeni, 4 aprile 1941 – Palanca, 20 dicembre 2003), è stato un attore moldavo di origini sovietiche.

## Biografia
Grigore Petrovich Grigoriu nacque nel 1941 a Căușeni, in Moldavia. A scuola, Grigore recitava in teatro, praticava sport, incluso il pugilato. Dopo la laurea, lavorò brevemente come facchino in una ferrovia.
Grigore Grigoriu iniziò la sua carriera artistica nel Teatro Nazionale di Bălţi, dove lavorò per sei anni, dal 1959 al 1965. Successivamente lavorò per cinque anni nel teatro per la TV "Dialogo" e dopo il 1970 al Teatro Repubblicano del Giovane Spettatore "Luceafarul".
Il suo primo ruolo cinematografico è stato Sawa Milchan nel film del 1966 di Emil Loteanu Red Glades. Grigore Grigoriu ha recitato in Russia, Romania, Germania, Azerbaigian e Ucraina, ha interpretato più di settanta ruoli nel cinema e nel teatro. Il più famoso dei suoi ruoli è Loiko Zobar nel film Gypsies Are Found Near Heaven.
È rimasto ucciso in un incidente stradale il 20 dicembre 2003 nei pressi del villaggio moldavo di Palanca. L'attore è sepolto nel cimitero centrale (armeno) di Chișinău.

## Filmografia

### Cinema
- Rasuna valea, regia di Paul Călinescu (1950)
- Krasnye polyany, regia di Emil Vladimirovici Loteanu (1966)
- Gorkie zyorna, regia di Valeriu Gajiu e Vadim Lysenko (1966)

- Marianna, regia di Vasile Pascaru (1967)
- Annychka, regia di Boris Ivchenko (1968)
- I fratelli Karamazov (Bratya Karamazovy), regia di Kirill Jur'evič Lavrov, Ivan Aleksandrovič Pyr'ev e Michail Aleksandrovič Ul'janov (1969)
- Ofitser zapasa, regia di Yuri Boretsky (1972)
- I lautari (Lăutarii), regia di Emil Vladimirovici Loteanu (1972)
- Zemlya, do vostrebovaniya, regia di Venyamin Dorman (1973)
- Posledniy gaiduk, regia di Valeriu Gajiu (1973)
- Anche gli zingari vanno in cielo (Tabor ukhodit v nebo), regia di Emil Vladimirovici Loteanu (1976)
- Noch nad Chili, regia di Sebastián Alarcón e Aleksandr Kosarev (1977)
- Ich will euch sehen, regia di János Veiczi (1978)
- La mia tenera e gentile bestia (Moy laskovyy i nezhnyy zver), regia di Emil Vladimirovici Loteanu (1978)
- Anton der Zauberer, regia di Günter Reisch (1978)
- Agent sekretnoy sluzhby, regia di Ion Skutelnik (1978)
- Emelyan Pugachev, regia di Aleksei Saltykov (1979)
- Chudak, regia di Aždar Ibragimov (1979)
- Ya khochu pet, regia di Valeriu Jereghi (1979)
- U chertova logova, regia di Vlad Iovitse (1981)
- Gde ty, lyubov?, regia di Valeriu Gajiu (1981)
- Na Granatovykh ostrovakh, regia di Tamara Lisitsian (1981)
- Romanze mit Amelie, regia di Ulrich Thein (1982)
- Naydi na schaste podkovu, regia di Zinaida Chirkova e Nikolai Gibu (1983)
- Kak stat znamenitym, regia di Ion Skutelnik (1984)
- Taynyy posol, regia di Khalmamed Kakabayev (1987)
- Maria si Mirabella in Tranzistoria, regia di Ion Popescu-Gopo (1989)
- Vdvoyom na grani vremeni, regia di Davit Natsvlishvili (1989)